# Maydh
Maydh est une commune et ancien port de la région de Sanaag située dans le Somaliland sur la côte nord de la Somalie.